# Urlaubssemester
Das Urlaubssemester ist ein halbes Jahr Pause vom Studium, welches von Studenten an Hochschulen beantragt werden kann. Der Student bleibt zwar immatrikuliert, darf aber je nach Studien- oder Prüfungsordnung teilweise nicht am regulären Lehr- bzw. Prüfungsbetrieb teilnehmen. Häufige Gründe für ein Urlaubssemester sind Praktika, Auslandsaufenthalte, die Notwendigkeit vermehrter Erwerbsarbeit, Schwangerschaft oder Krankheit.
In vielen Studienordnungen ist es möglich, im Urlaubssemester Scheinklausuren und Wiederholungsklausuren zu schreiben; Erstprüfungen sind jedoch unzulässig. Der Student kann in dieser Zeit Arbeitslosengeld beantragen, wenn er dem Arbeitsmarkt in dieser Zeit zur Verfügung steht.
Ein weiterer möglicher Vorteil des Urlaubssemesters für Studenten besteht darin, dass es nicht als Fachsemester gezählt wird und somit auch nicht auf die Studiendauer angerechnet wird.
Ein möglicher finanzieller Nachteil kann außerdem entstehen, wenn die Studierenden normalerweise als Werkstudent tätig sind: Im Falle eines Urlaubssemesters ist diese Art Beschäftigung und damit verbundene mögliche Vorteile gegenüber einem Minijob nicht möglich.